# Mahaplag
Mahaplag è una municipalità di quarta classe delle Filippine, situata nella Provincia di Leyte, nella Regione di Visayas Orientale.
Mahaplag è formata da 28 baranggay:
- Campin
- Cuatro De Agosto
- Hiluctogan
- Hilusig
- Himamara
- Hinaguimitan
- Liberacion
- Mabuhay
- Mabunga
- Magsuganao
- Mahayag
- Mahayahay
- Maligaya
- Malinao

- Malipoon
- Palañogan
- Paril
- Pinamonoan
- Poblacion
- Polahongon
- San Isidro
- San Juan
- Santa Cruz
- Santo Niño
- Tagaytay
- Uguis
- Union
- Upper Mahaplag